# Decebalus

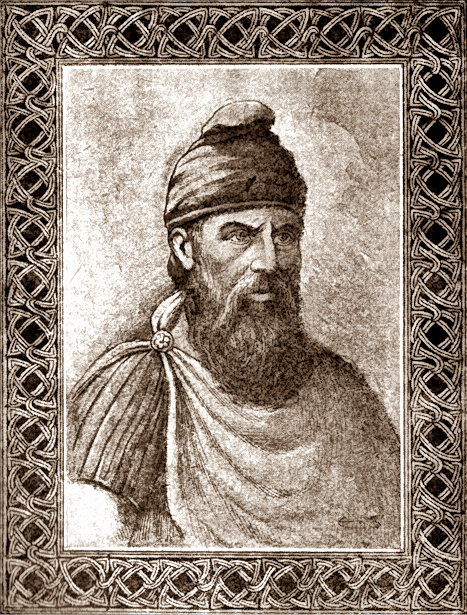
Decebalus

Decebalus (Decebal in het Roemeens) was van 87 tot 106 koning van Dacië.
Na de dood van de grote koning Boerebista was Dacië uiteengevallen in 4 of 5 kleine staatjes. Deze situatie bleef voortbestaan totdat Duras erin slaagde om de kern van Dacië nabij Sarmizegetusa te verenigen. Hij reorganiseerde het Dacische leger en in 85 vielen de Daciërs de zwaar versterkte Romeinse provincie Moesia, ten zuiden van de Donau, binnen en sloegen aan het plunderen.
In 87 besloot keizer Domitianus om de prefect van de pretoriaanse garde, Cornelius Fuscus, naar Dacië te sturen met 4 of 5 legioenen om de Daciërs te straffen en hun grondgebied te veroveren. Twee Romeinse legioenen (samen met V Alaudae) liepen in een hinderlaag en werden nabij Tapae (nabij de moderne stad Bucova) verslagen, waarbij Fuscus werd gedood. Diurpaneus veranderde hierna zijn naam in Decebalus.
In 88 kreeg het Romeins leger dat daarvoor in de slag bij Tapae verslagen was een nieuwe bevelhebber. Onder leiding van Tettius Julianus werd het leger op veldtocht naar Dacië gestuurd. Door opstanden van de Germanen aan de Rijn neer te slaan moest men een beroep doen op de militaire kracht van Moesia, en de Romeinen werden gedwongen om grote bedragen geld af te staan aan de Daciërs om de vrede in de regio te bewaren. Deze vernederende situatie voor de Romeinen duurde voort totdat Trajanus keizer van het Romeinse Rijk werd in 98. Hij stuurde onmiddellijk troepen naar Dacië, die het Romeinse Rijk zijn maximale omvang zouden doen geven.
Decebalus werd door de Romeinen verslagen toen ze in 101 Dacië binnenvielen, terug in Tapae. Decebalus bleef koning, maar wel ondergeschikt als Romeins protectoraat. 3 jaar later echter vernietigde Decebalus de Romeinse troepen in Dacië, en de Romeinen werden opnieuw gedwongen om versterkingen te sturen.
De Romeinen veroverden Dacië opnieuw na een lange belegering van Sarmizegetusa en een lang gevecht dat erop volgde. Nadat zijn leger was verslagen, pleegde Decebalus zelfmoord door zijn eigen keel door te snijden, dit nog liever dan gevangen worden genomen door de Romeinse soldaten. Het is echter aanneembaar dat, terwijl hij op sterven lag, Decebalus gevangen werd genomen door een Romeinse verkenner, Tiberius Claudius Maximus. Hoewel hij inderdaad stierf, beweerde de Romeinse propaganda dat zij hem vermoord hadden. Zijn hoofd werd naar Rome gestuurd. De tombe van Tiberius Claudius Maximus haalt op twee plaatsen aan dat de legionair werd geëerd voor zijn daden in de Dacische oorlogen, waarvan één de gevangenname en de terugwinning van Decebalus' hoofd schetst.